# Phare de Feistein
Le phare de Feistein (en norvégien : Feistein fyr)  est un feu côtier situé dans la commune de Klepp, dans le Comté de Rogaland (Norvège). Il est géré par l'administration côtière norvégienne (en norvégien : Kystverket).
Le phare est classé patrimoine culturel par le Riksantikvaren depuis 1998 .

## Histoire
Le phare est situé sur une petite île à 2 km de Verdalen (en) sur la côte du district de Jæren. Le phare a été établi en 1859. Il a été automatisé en 1988.

## Description
Le phare  est une tour cylindrique en fonte sur une base en béton, avec un balcon et une lanterne de 26 mètres de haut. La tour est peinte en rouge avec deux bandes blanches. Il émet, à une hauteur focale de 34 mètres, deux éclats blancs toutes les 20 secondes. Sa portée nominale est de 17 milles nautiques (environ 31 km).
Son feu secondaire, en-dessous de la lumière principale , est un feu isophase qui émet, à une hauteur focale de 21 mètres, un groupe d'éclat  rouge et vert de 6 secondes selon différents secteurs toutes les 6 secondes, avec une portée de 10 milles nautiques (environ 18 km).
Il est équipé d'un radar Racon émettant la lettre T en code morse.
Identifiant : ARLHS : NOR-013 ; NF-1000 - Amirauté : B3228 - NGA : 2068 .
|                      |
| Le phare (1890-1900) |

|                   |
| Le phare (actuel) |

### Lien connexe
- Liste des phares de Norvège